# Liste des gouverneurs actuels des provinces du Burundi
 (août 2023).
Cette page dresse la liste des gouverneurs actuels des 18 provinces du Burundi.

## Gouverneurs
| Province         | Nom                         | Depuis (le) |
| ---------------- | --------------------------- | ----------- |
| Bubanza          | M. Cléophas NIZIGIYIMANA    | 11/07/2020  |
| Bujumbura Mairie | CP Jimmy HATUNGIMANA        | 11/07/2020  |
| Bujumbura rural  | M. Désiré NSENGIYUMVA       | 11/07/2020  |
| Bururi           | Col. Léonidas BANDENZAMASO  | 11/07/2020  |
| Cankuzo          | M. Boniface BANYIYEZAKO     | 11/07/2020  |
| Cibitoke         | OPC1 Carême BIZOZA          | 11/07/2020  |
| Gitega           | M. Vénant MANIRAMBONA       | 11/07/2020  |
| Karuzi           | Mme Carinie Mbarushimana    | 02/09/2015  |
| Kayanza          | Col. Rémy CISHAHAYO         | 11/07/2020  |
| Kirundo          | M. Albert HATUNGIMANA       | 11/07/2020  |
| Makamba          | Mme Françoise NGOZIRAZANA   | 11/07/2020  |
| Muramvya         | M. Diomède NZAMBIMANA       | 11/07/2020  |
| Muyinga          | M. Jean Claude BATUNGWANAYO | 11/07/2020  |
| Mwaro            | Col. Gaspard BASANZWE       | 11/07/2020  |
| Ngozi            | M. Epipode BARANYIKWA       | 11/07/2020  |
| Rumonge          | M. Consolateur NITUNGA      | 11/07/2020  |
| Rutana           | M. Olivier NIBITANGA        | 11/07/2020  |
| Ruyigi           | Mme Emmerencienne TABU      | 11/07/2020  |